# Buchenavia guianensis
Buchenavia guianensis är en tvåhjärtbladig växtart som först beskrevs av Jean Baptiste Christophe Fusée Aublet, och fick sitt nu gällande namn av A.-r.A. Alwan och C.A. Stace. Buchenavia guianensis ingår i släktet Buchenavia och familjen Combretaceae. Inga underarter finns listade i Catalogue of Life.